# Bad Bodenteich
Bad Bodenteich (bis 1998 Bodenteich) ist ein Flecken in der Lüneburger Heide im Landkreis Uelzen, Niedersachsen. Die Samtgemeinde Bodenteich hatte dort bis zu ihrer am 31. Oktober 2011 erfolgten Auflösung den Verwaltungssitz. Seither ist der Flecken Bad Bodenteich Mitgliedsgemeinde der Samtgemeinde Aue mit Sitz in Wrestedt. Diese unterhält in der Burg Bodenteich ein Bürgerbüro.

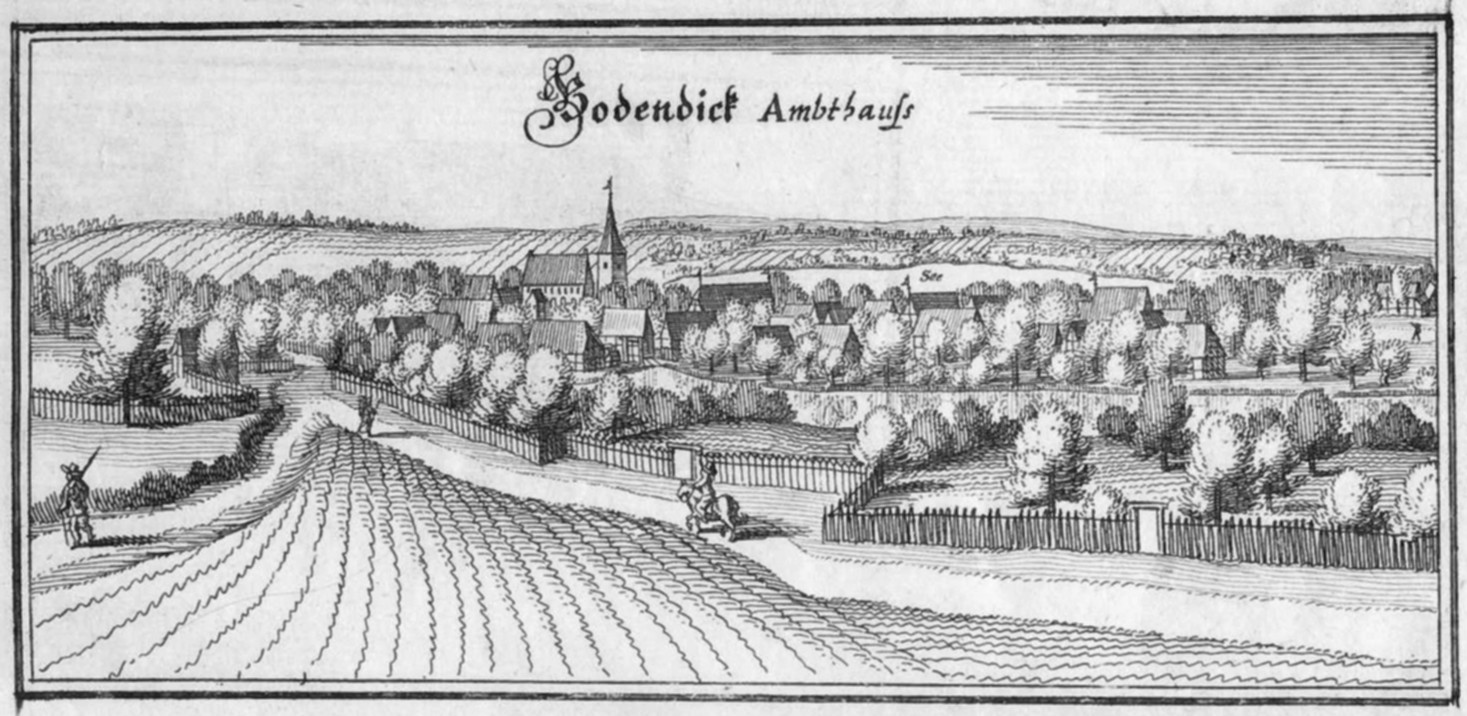
Ansicht von Bodenteich um 1654

## Geografie
Nachbargemeinden von Bad Bodenteich sind Wrestedt, Soltendieck und Lüder sowie Dähre in Sachsen-Anhalt.
Der Flecken Bad Bodenteich besteht aus dem Kernort Bad Bodenteich und den Ortsteilen Abbendorf, Bomke, Flinten, Häcklingen, Kuckstorf, Overstedt, Schafwedel und Schostorf.

## Geschichte
Die Burg Bodenteich steht als ehemalige Wasserburg auf einem künstlichen Hügel nördlich des alten Siedlungskernes von Bad Bodenteich, die Niederungen des Gewässers Aue befinden sich nördlich der Burg. Im Mittelalter war ein gleichnamiges Adelsgeschlecht mit der Burg und der Grundherrschaft belehnt. Während der Hildesheimer Stiftsfehde wurde die Burg belagert und nach der Einnahme zerstört. Danach wurde das steinerne Amtshaus erbaut. Der Bergfried steht noch als Ruine. Das Brauhaus der Burg wurde im Jahre 1734 erbaut.
Bad Bodenteich war von 1973 bis 2010 staatlich anerkannter Luftkurort und bietet seit 1985 als Kneippkurort Schrothkuren an. Seit dem 1. Oktober 1998 trägt der Flecken den Zusatz Bad. Am Parksee befindet sich die 215 Betten aufweisende Mediclin Seeparkklinik, eine psychosomatische Reha- und Akutklinik mit dem Schwerpunkt Essstörungen.

### Eingemeindungen
Am 1. Juli 1972 wurden die Gemeinden Bomke, Flinten, Häcklingen, Schafwedel und Schostorf eingegliedert.

### Ortsname
Frühere Ortsnamen von Bodenteich waren Bodendieck, Bodendik, Bodendyk; Badendieck, Bodendike. Das Wort „Boden“, mittelhochdeutsch „bōdem, bōden“, mittelniederdeutsch „bōdem(e), boddem, bodden“ und mittelniederländisch „bōdem“ („Erdboden, Grund“) hatte bis ins 17. Jahrhundert die Nebenform „Bodem“ (verwandt mit englisch „bottom“). In den niederdeutschen Mundarten wurde „-d-“ zwischen Vokalen nur schwach artikuliert und schwand häufig, übrig blieb ein leichter Zwielaut oder ein lang gesprochener Vokal. „Bodenteich“ lautet im Niederdeutschen „Boden-dik“ und bedeutet „unten gelegener, liegender Teich, See“.

## Politik

### Bürgermeister
Bürgermeister ist seit 29. Januar 2020 Jörg Formella (CDU).

### Rat
Der Rat des Fleckens Bad Bodenteich setzt sich aus 15 Mitgliedern zusammen. Die Ratsmitglieder werden durch eine Kommunalwahl für jeweils fünf Jahre gewählt.
Bei der Kommunalwahl 2021 ergab sich folgende Sitzverteilung:
| Rat 2021Insgesamt 13 Sitze - SPD: 3 - WGA: 1 - FDP: 1 - CDU: 8 |

Vorherige Sitzverteilungen:
| Wahljahr | CDU | SPD | WGA * | Grüne | FDP | Gesamt   |
| -------- | --- | --- | ----- | ----- | --- | -------- |
| 2016     | 8   | 4   | 2     | 1     | 0   | 15 Sitze |
| 2011     | 8   | 4   | 1     | 1     | 1   | 15 Sitze |

### Wappen
Die Wappenbeschreibung lautet: Das Wappen zeigt in silbernem Schild über schwarz-silbernen Wellenlinien (Bodenteicher See) einen aufspringenden Hirsch (Zehnender), der auf dem Rücken eine rote Decke mit silbernem gezähnten Balken trägt.

## Religion
Zur evangelisch-lutherischen Kirchengemeinde gehört die St.-Petri-Kirche von 1836 (Turm von 1894), daneben noch die St.-Bartholomäus-Kirche in Lüder und die Christuskapelle in Soltendieck. Die Kirchengemeinde gehört zur Region Süd-Ost des Kirchenkreises Uelzen im Sprengel Lüneburg.
Die katholische St.-Bonifatius-Kirche wurde 1960/61 erbaut und gehört seit 2006 zur Pfarrgemeinde Zum Göttlichen Erlöser in Uelzen. Zuvor bestand bereits seit 1948 in einem Lagerschuppen auf dem Gelände einer ehemaligen Munitionsanstalt, ab 1949 „Bodenteich-Heide“ genannt, eine ebenfalls nach Bonifatius benannte Kapelle.
Die Neuapostolische Kirche wurde 2001 aufgegeben und der Kirche Wittingen angeschlossen.

## Verkehr
- Der Ort ist über die Bundesstraße 4 und die Landesstraßen 265, 266 und 270 zu erreichen.
- Bad Bodenteich hat einen Bahnhof an der Bahnstrecke Braunschweig–Wieren.
- Der Elbe-Seitenkanal durchzieht das Gemeindegebiet in Nord-Süd-Richtung. Der Elbe-Seitenkanal-Anleger bietet Liegeplätze für Sportboote und Frachtschiffe.

## Kultur und Sehenswürdigkeiten

### Museen
Burgmuseum
Das Burgmuseum zeigt die Geschichte der Burg sowie des Ortes Bodenteich.
Museum Deutsche Einheit
Das auf Burg Bodenteich angesiedelte Museum Deutsche Einheit (bis 2018 Grenzschutzmuseum Bad Bodenteich, vor dem Umzug in das Burgbrauhaus) beleuchtet die Geschichte der deutsch-deutschen Grenze bis zur Wiedervereinigung 1989. Der inhaltliche Schwerpunkt liegt auf dem regionalen Kontext sowie auf Bodenteich als Standort des Bundesgrenzschutzes. Zeitzeugen berichten digital vom Grenzalltag zwischen der Bundesrepublik Deutschland und der DDR.

### Galerie

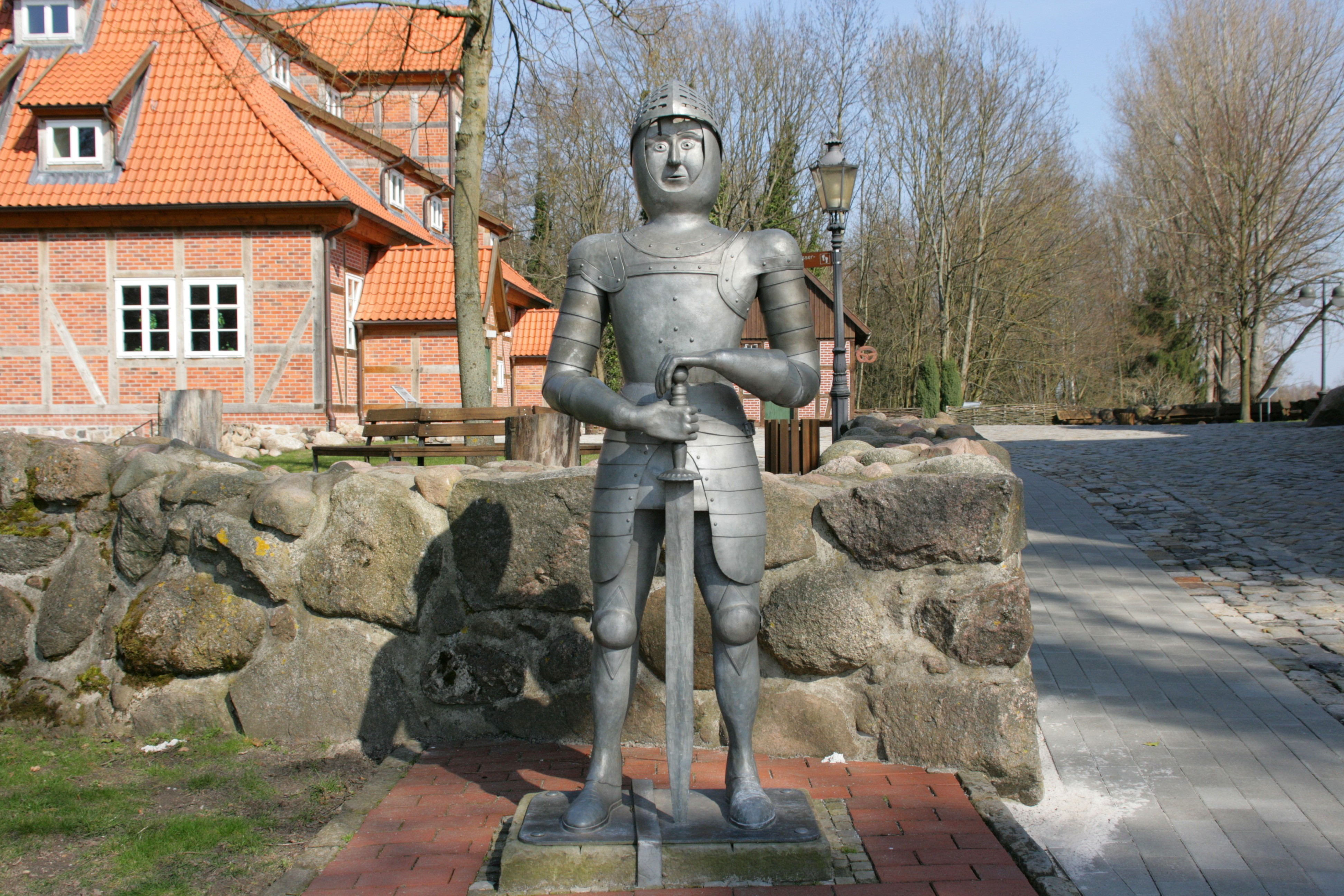
Ritterskulptur an der Burg Bodenteich
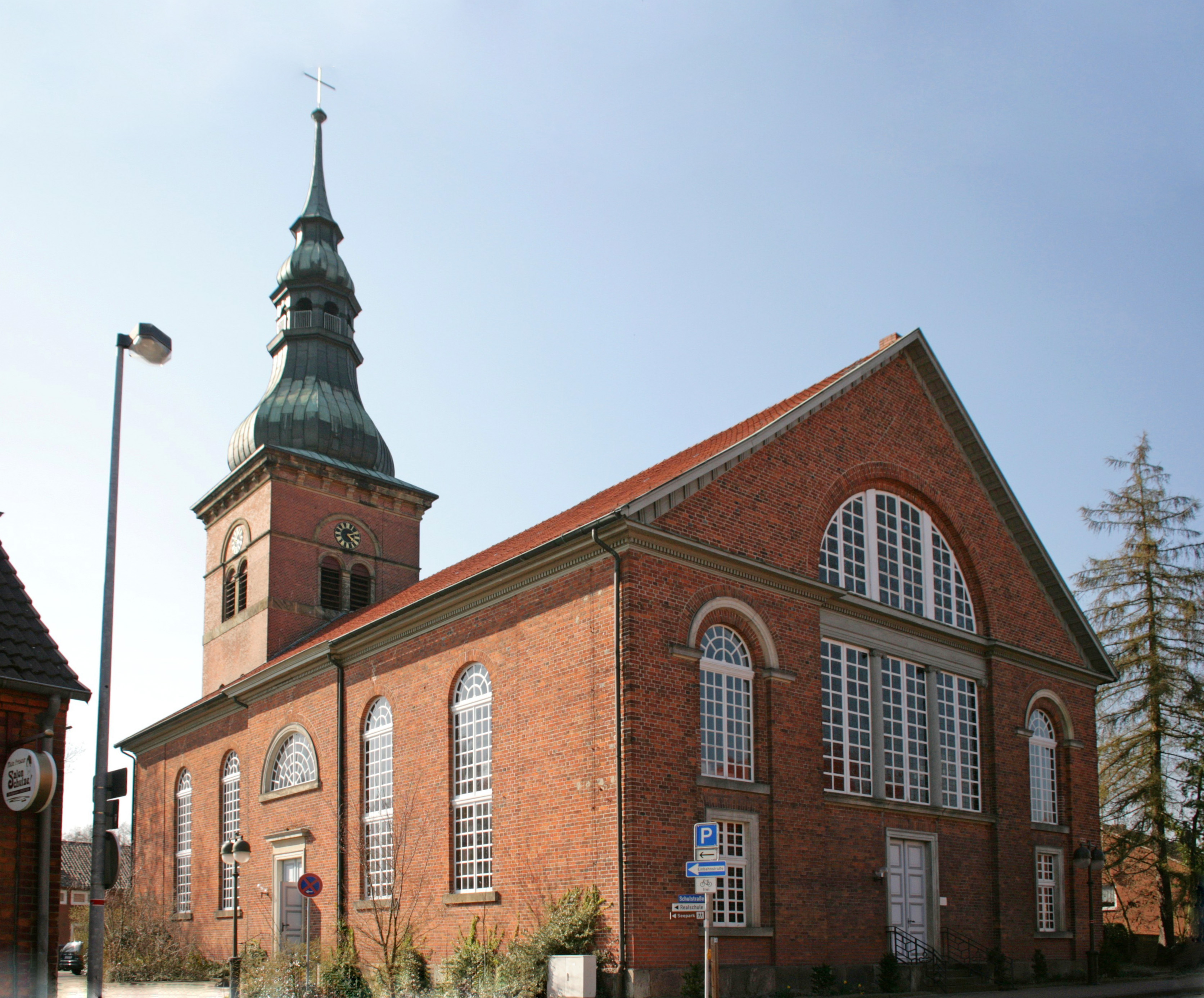
Sankt-Petri-Kirche an der Hauptstraße
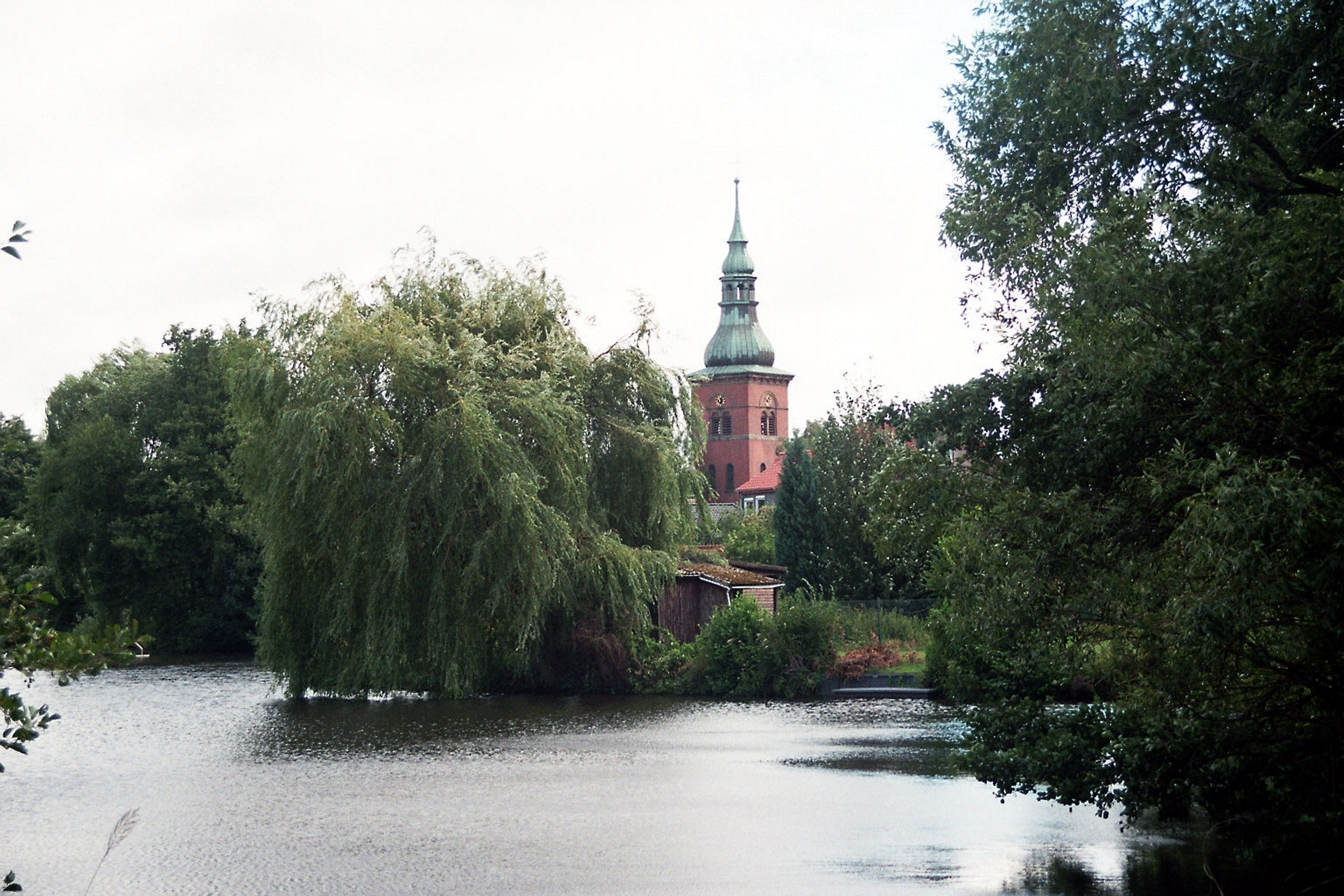
Seepark und St.-Petri-Kirche
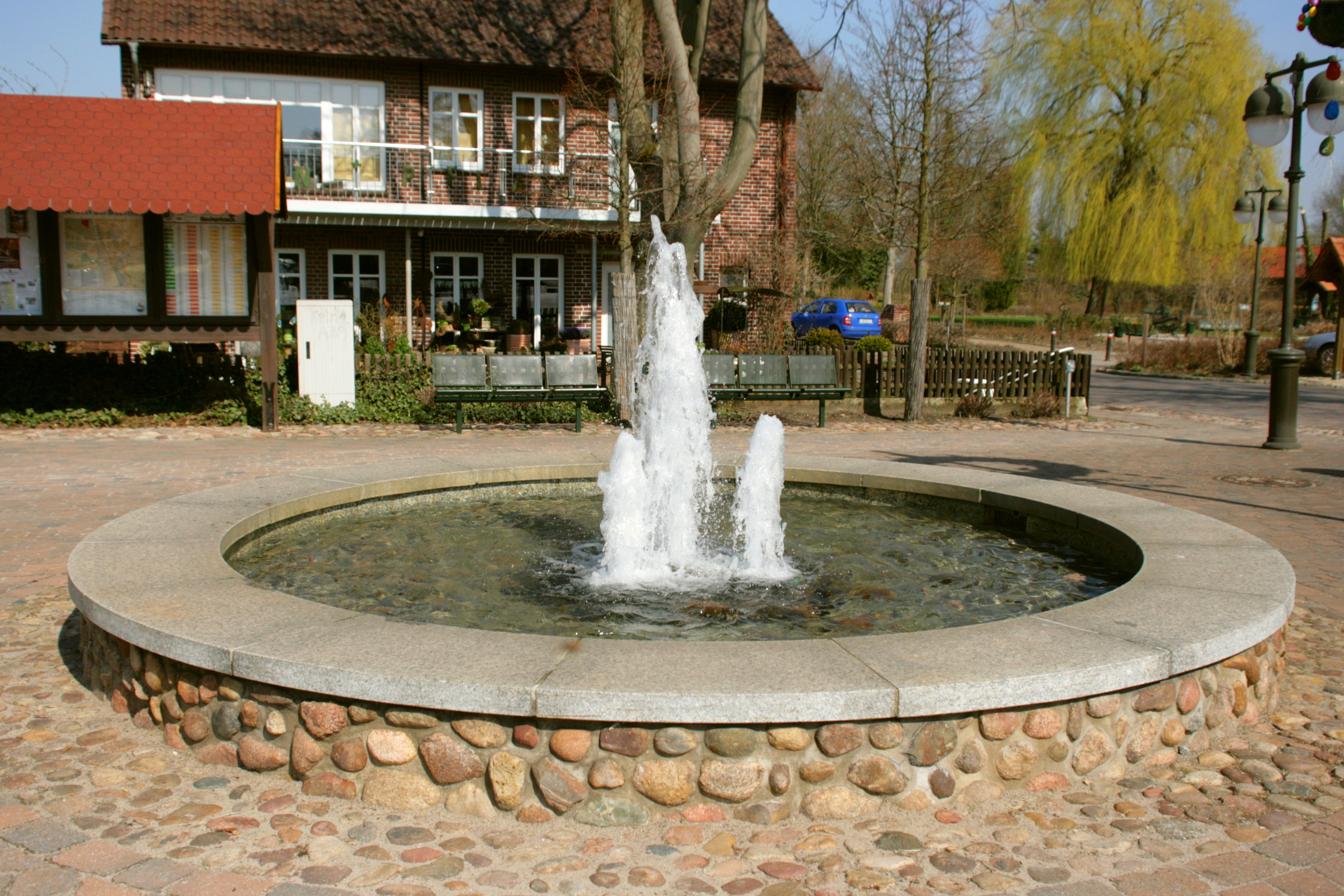
Brunnen an der Hauptstraße
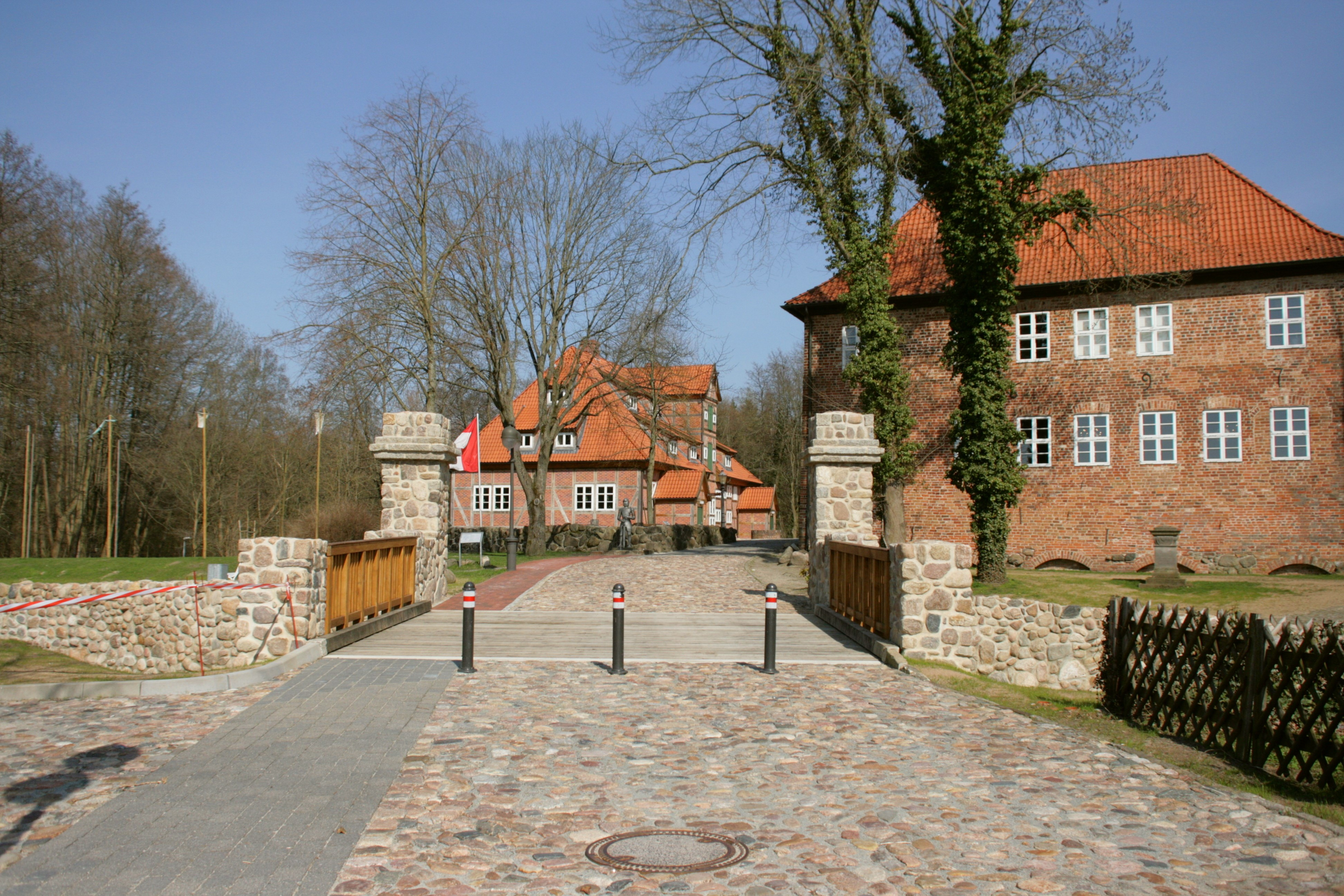
Burg Bodenteich
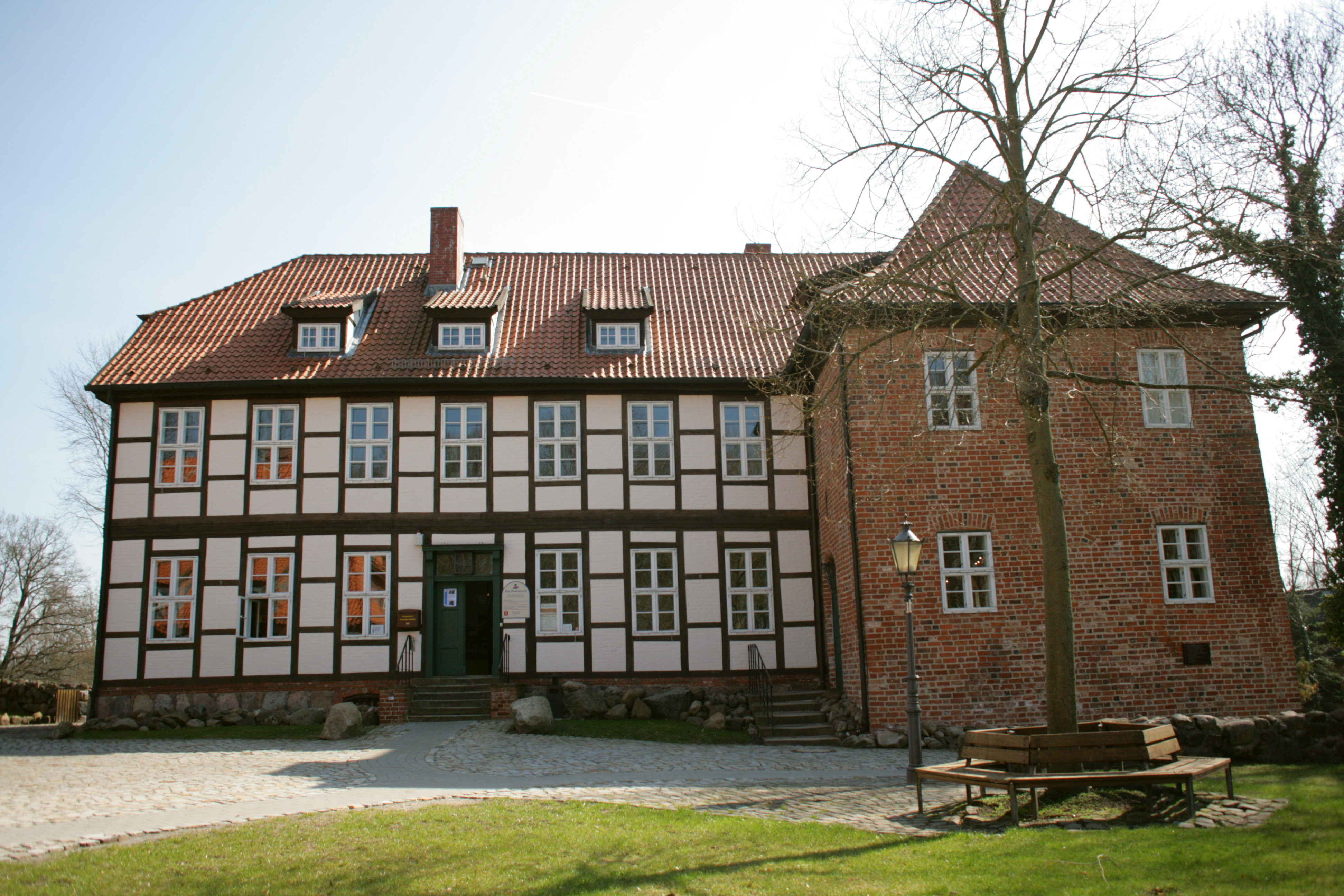
Herrenhaus der Burg Bodenteich
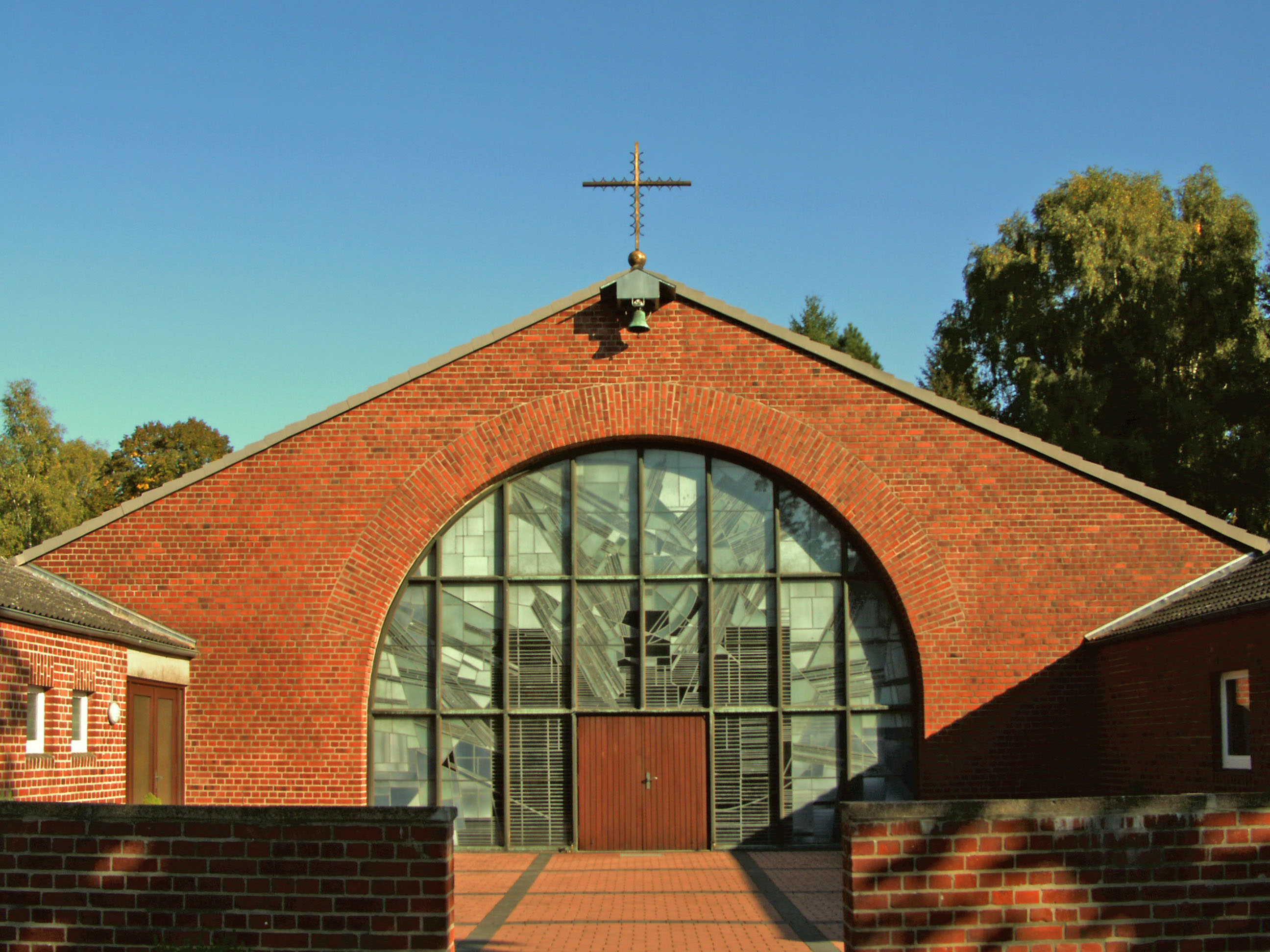
St.-Bonifatius-Kirche
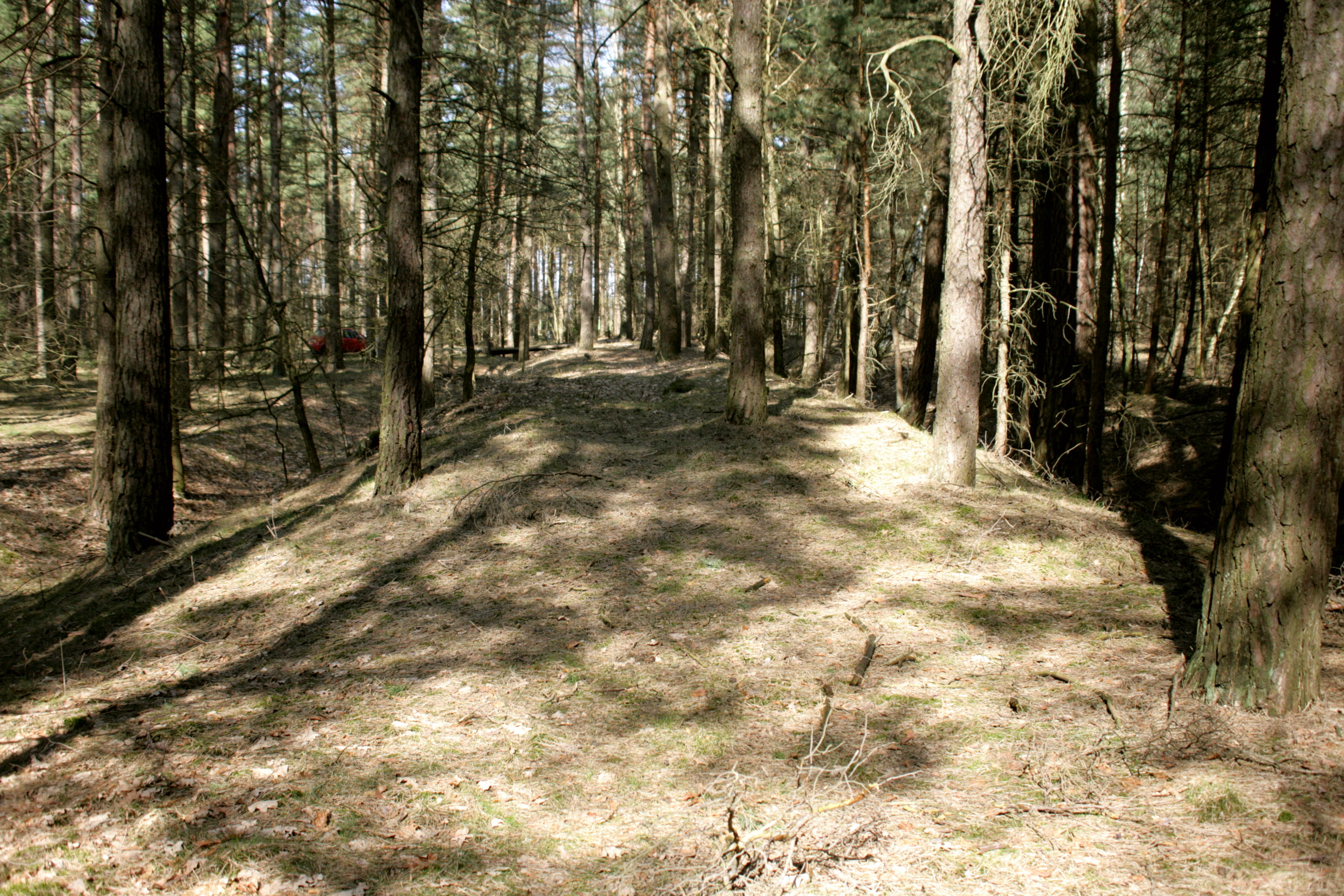
Landwehr im Ortsteil Schafwedel
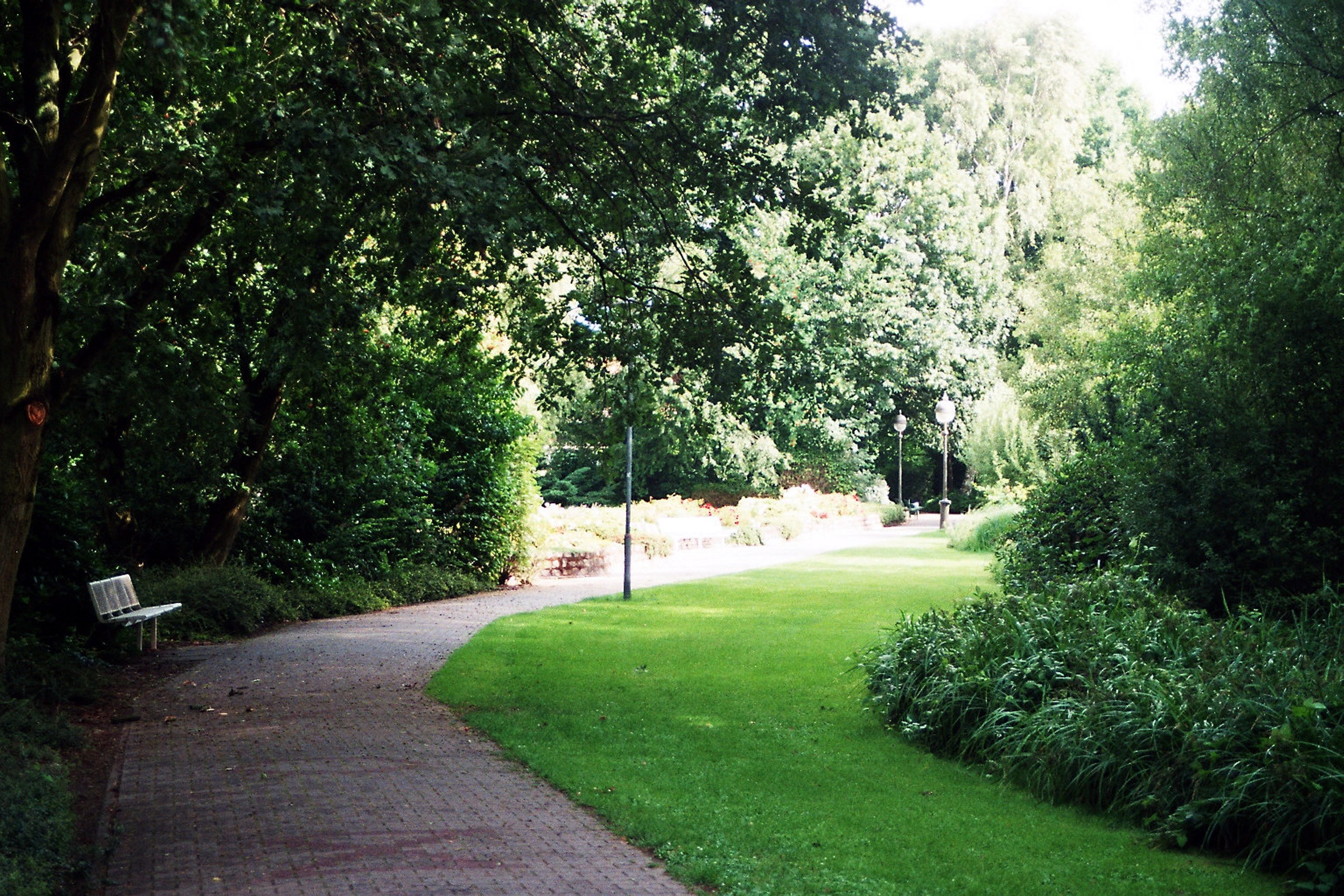
Parkanlage im Seepark
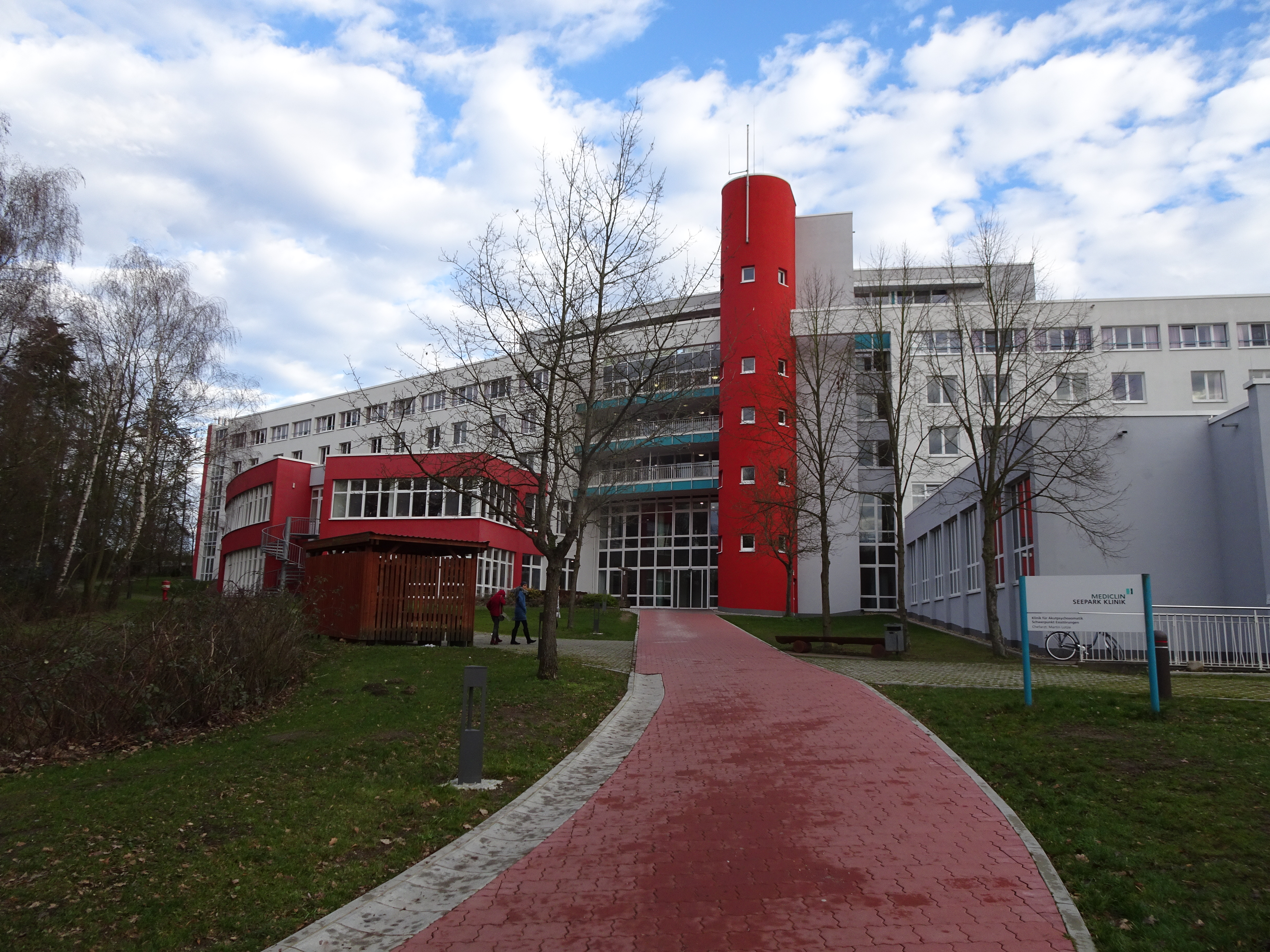
Mediclin Seepark Klinik, Seeseite

## Persönlichkeiten
Söhne und Töchter der Gemeinde
- Theodor von Baumann (1768–1830), Oberpräsident der preußischen Provinz Posen
- Rudolf Bockelmann (1892–1958), Bariton und Kammersänger
- Dagmar Sierck (1958–2015), deutsche Meisterin und Olympiateilnehmerin im Schwimmen

Personen, die mit der Gemeinde in Verbindung stehen
- Hans-Jürgen Krumnow (1943–2015), Fußballspieler
- Stephan Rother (* 1968), Historiker, Schriftsteller und Komödiant